# Jean-François de La Pérouse

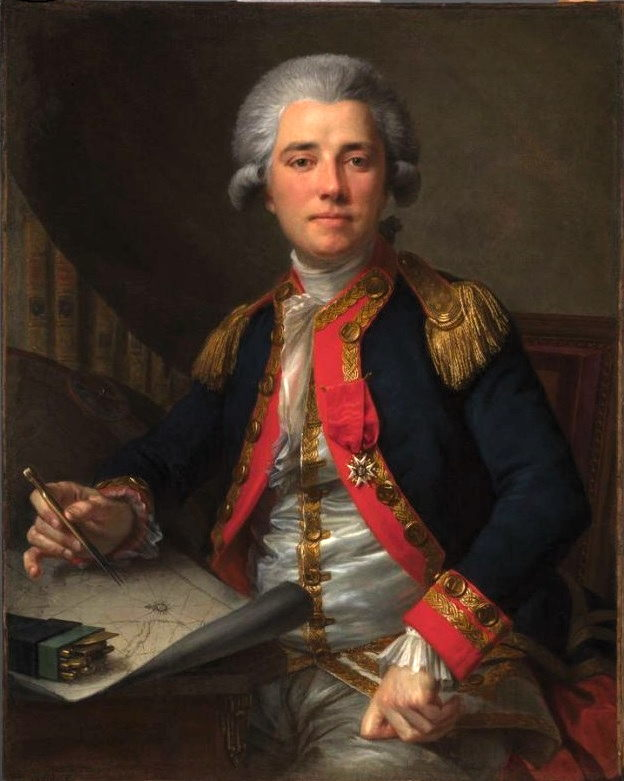
Portret van Jean-François de La Pérouse
(1778), Geneviève Brossard de Beaulieu, FAMSF

Jean François de Galaup, graaf de La Pérouse (Albi, 23 augustus 1741 – Vanikoro, 1788?) was een Frans marineofficier en ontdekkingsreiziger wiens expeditie verdween in Oceanië.

## Expeditie naar de Grote Oceaan
Op 1 augustus 1785 vertrok La Pérouse in opdracht van koning Lodewijk XVI vanuit Brest met de schepen Astrolabe en Boussole om de Grote Oceaan in kaart te brengen. In zijn gezelschap bevonden zich wetenschappers van verschillende instituten.

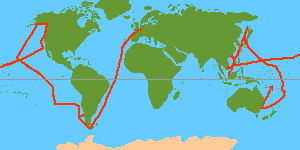
De route van La Pérouse

Nadat ze de Atlantische Oceaan overgestoken waren en Kaap Hoorn gerond hadden, bereikten ze Paaseiland op 9 april 1786. Via Hawaï zetten ze koers richting Alaska, waar de expeditie in juni aankwam. Tussen Alaska en Yukon gingen de schepen voor anker, waarna de omgeving kon worden onderzocht. Vervolgens volgden ze de westkust van Noord-Amerika in zuidelijke richting en in september 1786 bereikten ze Monterey.
Vanuit Californië stak La Pérouse de Grote Oceaan over en bij aankomst in Macau konden in Alaska ingeslagen pelzen te gelde worden gemaakt. Na deze lucratieve onderbreking kwam de nadruk weer op de onderzoekstaken te liggen en werden grote delen van de Koerilen, Kamtsjatka, de Zuid-Chinese en Japanse Zee gekarteerd. In de stad Petropavlovsk-Kamtsjatski verliet de tolk Jean Baptiste Barthelemy de Lesseps in september 1787 de expeditie om over land naar Parijs terug te reizen, waar hij in oktober 1788 als eerste verslag kon uitbrengen.
Nadat het gezelschap voor langere tijd in Kamtsjatka had verbleven, werd de reis voortgezet richting Samoa, waar La Pérouse 6 december 1787 landde. Na een bezoek aan Tonga werd Botany Bay in Australië op 26 januari 1788 bereikt. Het was toevalligerwijs exact dezelfde dag dat kapitein Arthur Phillip Sydney stichtte.
Na Botany Bay was het plan om verder te varen richting Nieuw-Caledonië, de Santa Cruzeilanden, de Salomonseilanden, de Louisiaden en daarna via Zuid- en West-Australië huiswaarts, waarbij de aankomst in Parijs werd voorzien voor juni 1789. La Pérouse en zijn expeditie zijn echter na het vertrek vanuit Botany Bay nooit meer terug gezien.
Vermoed wordt dat beide schepen nabij Vanikoro schipbreuk hebben geleden. Een expeditie onder leiding van admiraal De Bruni d'Entrecasteaux voer uit om hem te zoeken doch vond niets. De wrakken van beide schepen zijn intussen gevonden in de buurt van Vanikoro.

## Nalatenschap
Naar La Pérouse zijn onder andere vernoemd:
- Straat La Pérouse
- La Pérouse Pinnacle in de French Frigate Shoals
- De maankrater La Pérouse